# Białoruska Komisja Wojskowa

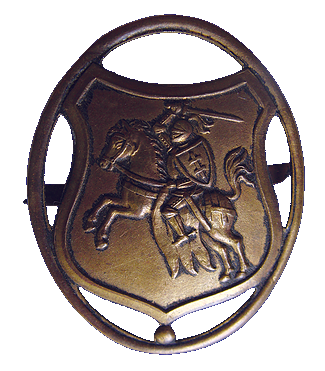
Odznaka oficerska Białoruskiej Komisji Wojskowej

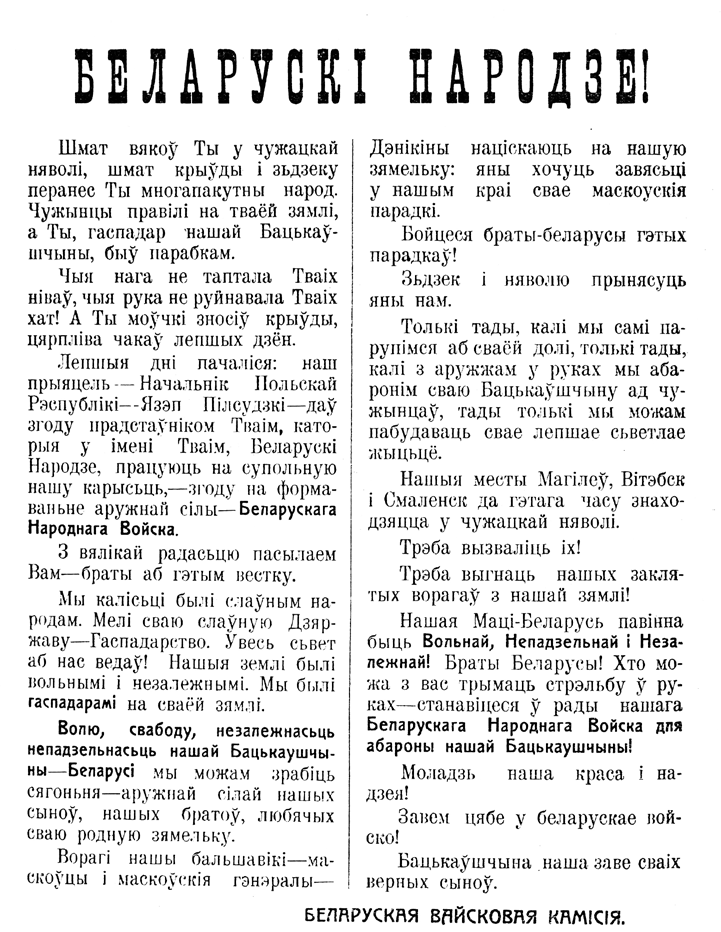
Odezwa Białoruskiej Komisji Wojskowej do narodu białoruskiego autorstwa Hassana Konopackiego

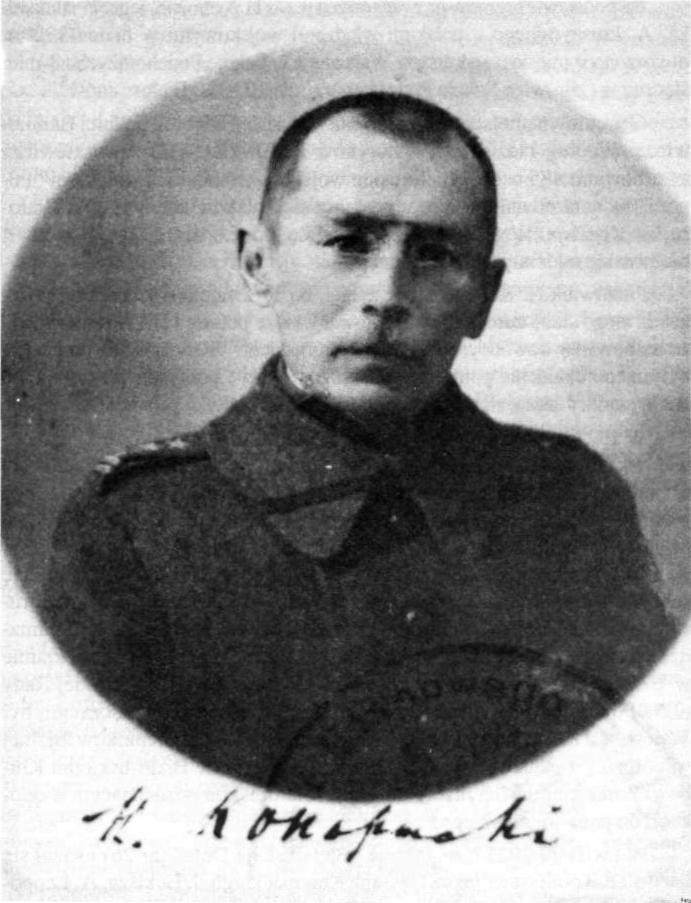
Hassan Konopacki, członek BKW, dowódca białoruskich oddziałów w Wojsku Polskim

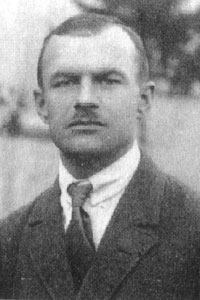
Szymon Rak-Michajłowski, członek BKW

Białoruska Komisja Wojskowa (biał. Беларуская вайсковая камісія, BKW) – białoruska instytucja wojskowa w latach 1919–1921.

## Utworzenie Komisji
Plany utworzenia Białoruskiej Komisji Wojskowej pojawiły się w lipcu 1919 r., kiedy delegacja Białoruskiej Centralnej Rady Wileńszczyzny i Grodzieńszczyzny złożyła Józefowi Piłsudskiemu deklarację z prośbą o poparcie pomysłu sformowania białoruskich oddziałów wojskowych. Przewidywała ona też utworzenie Białoruskiej Komisji Wojskowej przy Naczelnym Dowództwie Wojska Polskiego. Komisja została utworzona bez zgody polskich władz przez działaczy Białoruskiej Centralnej Rady Wileńszczyzny i Grodzieńszczyzny już 2 sierpnia 1919 r. w Wilnie. W jej skład weszli: Paweł Alaksiuk jako przewodniczący, ksiądz Jan Stankiewicz, Aleksandar Gołowiński, kpt. Franciszek Kuszal, kpt. Bondar-Naruszewicz oraz, jako kandydat, Lew Zubiec. 
Jej zadaniem było opracowanie projektu stworzenia białoruskiej armii narodowej jako siły sprzymierzonej Wojska Polskiego. W dalszym czasie przewidywano, że BKW będzie umiejscowiona przy Naczelnym Dowództwie Wojska Polskiego i będzie mieć swoich przedstawicieli w różnych polskich urzędach wojskowych, zajmujących się sprawami białoruskich oddziałów. Miała ona przedstawiać kandydatury oficerów dla białoruskich formacji wojskowych oraz zatwierdzać postanowienia polskiego dowództwa o ich przyjęciu lub wydaleniu. Strona polska oddelegowała do współpracy z BKW kpt. J. Bobrowskiego w celu opracowania projektu organizacji białoruskiego wojska. W rezultacie został opracowany projekt sformowania 20-tysięcznej białoruskiej dywizji piechoty w składzie trzech pułków piechoty, pułku artylerii, szwadronu kawalerii i kompanii saperów. 
8 sierpnia polskie wojska zajęły Mińsk, gdzie wkrótce przeniosła się Komisja. Pod koniec września jej członkami byli: P. Alaksiuk (przewodniczący), kpt. F. Kuszel, płk Hassan Kanapacki, płk Dawid Jakubouski, S. Rak-Michajłouski i Justyn Muraszka. W skład BKW wchodził m.in. wydział wojskowy na czele z płk. H. Kanapackim, wydział ogólnopolityczny kierowany przez kpt. F. Kuszala i wydział gospodarczy – płk. D. Jakobouskiego. Na przełomie września i października struktura organizacyjna Komisji uległa kolejnej zmianie. Powołano 3 komisje: kwalifikacyjną, statutową i organizacyjną. Kierownikiem komisji kwalifikacyjnej został Klaudzij Duż-Duszewski, zaś jej członkami – Zdanowicz, kpt. F. Kuszel i Jackiewicz. W skład komisji statutowej pod kierownictwem kpt. Bondar-Naruszewicza weszli: Pleskaczewski, Brażałowicz, Franciszak Alachnowicz, Bykowski i A. Żdanowicz. Kierownikiem komisji organizacyjnej mianowano płk H. Kanapackiego, zaś jej członkami – A. Gołowińskiego, kpt. Mikołaja Demidowa (zwolnionego z internowania przez władze polskie) i Balickiego.

## Formowanie oddziałów
Dopiero w listopadzie pod nadzorem Komisji rozpoczęto formowanie białoruskich oddziałów wojskowych u boku armii polskiej. Zgodę na to uzyskano dekretem J. Piłsudskiego z 22 października, który zalegalizował też działalność Białoruskiej Komisji Wojskowej w zaproponowanym przez Białorusinów składzie: P. Alaksiuk, płk H. Kanapacki, S. Rak-Michajłouski, kpt. F. Kuszal, płk D. Jakubouski, J. Muraszka, Antoni Owsianik, Alaksandr Pruszyński, mjr Andrej Jakubiecki. Jako miejsce urzędowania BKW wyznaczył Mińsk, zaś ośrodek formowania białoruskich oddziałów wojskowych – Słonim. Kierownictwo polityczne nad białoruskim wojskiem objęła Białoruska Centralna Rada Wileńszczyzny i Grodzieńszczyzny. 
Józef Piłsudski polecił formowanie ochotniczych oddziałów białoruskich w sile dwóch batalionów piechoty pod dowództwem płk. H. Kanapackiego. 20 listopada wiceminister spraw wojskowych gen. Kazimierz Sosnkowski wydał zarządzenie uzupełniające do dekretu, zmniejszające liczbę białoruskich batalionów do jednego. Ponadto przy szkole podchorążych rezerwy w Warszawie miał być utworzony pluton białoruski, natomiast w Słonimiu miała powstać białoruska szkoła podoficerska. Jej dowództwo mieli sprawować oficerowie białoruscy. W ramach BKW w grudniu działały 4 podkomisje: werbunkowo-agitacyjna (pod nominalnym kierownictwem P. Alaksiuka), kwalifikacyjna (A. Jakubiecki), statutowa (A. Pruszyński) i kulturalno-oświatowa (S. Rak-Michajłouski). 
Komisja zamierzała zorganizować sieć punktów werbunkowych na prowincji, lecz wysłani w tym celu działacze zostali aresztowani przez miejscowe władze polskie, które sabotowały wszelkie działania prowadzące do utworzenia białoruskiego wojska. Białoruskich werbowników zwolniono na polecenie generalnego komisarza Związku Cywilnego Ziem Wschodnich Jerzego Osmołowskiego, jednak BKW straciła w ten sposób sporo czasu. Aresztowanie werbowników zastraszyło poza tym potencjalnych ochotników. Chociaż BKW otworzyła w końcu punkty werbunkowe w Wilnie, Grodnie, Mińsku, Lidzie i innych miastach, zgłaszali się do nich niemal wyłącznie byli oficerowie armii rosyjskiej. Jednakże najważniejszą przeszkodą w jej działalności był brak politycznego uregulowania kwestii białoruskiej przez Polskę i związany z tym rozłam w białoruskim ruchu narodowym. W tej sytuacji na przełomie 1919/1920 r. w pracy Komisji panował faktycznie zastój. 
Na początku 1920 r. przeprowadzono jedynie nabór młodych Białorusinów do szkoły podchorążych w Warszawie i Bydgoszczy. Natomiast tworzenie białoruskich oddziałów wojskowych nadal przebiegało w ślimaczym tempie. W dodatku w łonie Komisji doszło do konfliktu między płk. H. Kanapackim, który – sformowawszy sztab – uznał zwierzchność wyłącznie polskiego dowództwa, a pozostałymi członkami, chcącymi zachować własny nadzór nad tworzonymi formacjami. Decyzja płk. H. Kanapackiego doprowadziła do tego, że BKW została pozbawiona wpływu na werbunek i zaciąg ochotników oraz na formowanie białoruskich oddziałów wojskowych. W tej sytuacji na 2 kolejnych posiedzeniach Komisji 30 marca i 8 kwietnia 1920 r. przewodniczący BKW P. Alaksiuk zarzucił dowództwu wstrzymanie organizacji oddziałów białoruskich, a w szczególności to, że sztab nie wyznaczył dotąd miejsca formowania tych oddziałów i nie przeprowadził werbunku do szkół podoficerów. W odpowiedzi płk H. Kanapacki 12 kwietnia złożył dymisję, choć z drugiej strony zabiegał u Polaków o usunięcie z BKW P. Alaksiuka i jego zwolenników i nie przyjmowanie jego rezygnacji. Polskie dowództwo pozostawiło go na stanowisku i przydzieliło mu jako adiutanta polskiego oficera. Tymczasem większość członków BKW zagroziła ustąpieniem w razie pozostania płk. H. Kanapackiego na stanowisku dowódcy oddziałów białoruskich. Jednocześnie zażądali też usunięcia z BKW płk. D. Jakubouskiego, kpt. F. Kuszala i J. Muraszki. Grupa P. Alaksiuka, nie mogąc znaleźć białoruskiego oficera o odpowiednich kwalifikacjach, zaproponowała wyznaczenie na stanowisko dowódcy oddziałów białoruskich polskiego oficera.

## Nasilenie konfliktu w Komisji
Ostatecznie Piłsudski 22 maja zdymisjonował płk. H. Kanapackiego, zaś nowym dowódcą i jednocześnie szefem sztabu oddziałów białoruskich mianował mjr. Józefa Tunguz-Zawiślaka. Do początku lipca udało mu się zwerbować do tworzonych oddziałów jedynie ok. 150 ludzi, stacjonujących w Mińsku. Prasa białoruska nazwała ich 1 kompanią białoruskich strzelców. Natomiast liczba samych oficerów dochodziła do 140 (według P. Alaksiuka było ich 86). Do służby przyjęto tylko 16 spośród nich, pozostali wchodzili skład tzw. mińskiej i wileńskiej rezerwy BKW i odbywali przeszkolenie zgodnie z polskimi regulaminami. 
Na posiedzeniu Komisji 1 lipca ponownie doszło do ostrego konfliktu. Major A. Jakubiecki zaproponował podanie się całego składu BKW do dymisji oraz wysłanie rezolucji do J. Piłsudskiego i najwyższych instytucji białoruskich o niemożliwości dalszego formowania białoruskiego wojska. Na znak protestu P. Alaksiuk zrezygnował z funkcji przewodniczącego, jednak rezolucja została przyjęta. Powołano nowe prezydium w składzie: kpt. F. Kuszal jako przewodniczący, mjr A. Jakubiecki (wiceprzewodniczący), płk D. Jakubouski i A. Owsianik. Wszystkie te kroki sparaliżowały działalność Komisji w przededniu ofensywy wojsk bolszewickich na Warszawę. Polskie władze uznały mjr. A. Jakubieckiego, A. Ausianika, S. Raka-Michajłouskiego, A. Pruszyńskiego i kpt. F. Kuszala za bolszewickich agentów. Całkowitemu zlikwidowaniu BKW zapobiegł Wacłau Iwanouski, proponując na stanowisko przewodniczącego BKW Franciszka Umiastouskiego, działacza białoruskiego z Wilna. Jednakże z powodu rozpoczęcia ofensywy armii bolszewickiej na pocz. lipca nie zdołał on dotrzeć do Mińska. Wobec klęski, jaką poniosły broniące się wojska polskie, dymisja BKW nie miała jednak żadnego znaczenia. Siedziba BKW została przeniesiona do Wołkowyska, gdzie zmarł A. Pruszyński. 

## BKW w obliczu bolszewickiej ofensywy
Z powodu szybkości ofensywy wojsk bolszewickich działacze Komisji pojechali do Siedlec, a następnie do Warszawy. Ponieważ do Łodzi przybył oddział białoruski mjr. J. Tunguz-Zawiślaka, zjawiło się tam 3 członków BKW: kpt. F. Kuszal, mjr A. Jakubiecki i płk D. Jakubouski. Dołączył do nich Edmund Jakobini, działacz Polskiej Partii Socjalistycznej, którego kandydaturę na członka Komisji zaproponowało polskie dowództwo. 9 września tymczasowe prezydium zwróciło się do Piłsudskiego z prośbą o zezwolenie na werbunek do białoruskich oddziałów wojskowych, zaś w dniu następnym poprosiło go o przyjęcie dymisji całego składu BKW zgodnie z jej rezolucją 1 lipca. Jednocześnie prezydium zawiadamiało o śmierci A. Pruszyńskiego, dostaniu się do bolszewickiej niewoli S. Raka-Michajłouskiego (faktycznie dobrowolnie pozostał po sowieckiej stronie frontu i udał się do Wilna), niestawieniu się P. Aleksiuka i J. Muraszki oraz złożeniu obowiązków członka BKW przez A. Ausianika. 
11 września strona polska zatwierdziła Komisję w następującym składzie: F. Umiastowski jako przewodniczący, płk D. Jakubouski, mjr A. Jakubiecki, kpt. F. Kuszal i E. Jakobini. Otrzymała ona jednocześnie zezwolenie na werbunek do oddziałów białoruskich ochotników spośród uchodźców z Białorusi, w porozumieniu z Dowództwem Okręgu Generalnego Łódź. Nastąpił duży przypływ ochotników, w związku z czym przystąpiono do formowania drugiego oddziału białoruskiego. Podkomisja regulaminowa pod kierownictwem Makarego Kościewicza przełożyła na język białoruski polskie regulaminy wojskowe i wydała je drukiem, po czym na ich podstawie przeszkolono najpierw oficerów, a później żołnierzy. Do Łodzi polskie władze skierowały też pierwszy pluton białoruskich podchorążych z Warszawy. W listopadzie przybyło kilkudziesięciu kandydatów na podchorążych przysłanych przez dowództwo formowanych w tym czasie na Słucczyźnie białoruskich oddziałów. Na pocz. 1921 r. podzielono ich na dwie grupy. Pierwszą, złożoną z trzydziestu osób, skierowano do szkoły podchorążych w Warszawie, zaś drugą, dwudziestoosobową, do szkoły podchorążych w Bydgoszczy.

## Likwidacja BKW
Wiosną Polacy, wykonując postanowienia Traktatu Ryskiego, przystąpili do rozformowania antybolszewickich formacji cudzoziemskich. Na mocy rozkazu ministra spraw wojskowych gen. K. Sosnkowskiego z 21 kwietnia, BKW i oddziały białoruskie podlegały rozformowaniu z dniem 15 maja. Likwidację przeprowadzić miał mjr J. Tunguz-Zawiślak. Białoruscy oficerowie i żołnierze mieli być zwolnieni zgodnie z przepisami obowiązującymi w WP; mogli też się starać o przyjęcie w jego szeregi. Podchorążowie będący jeszcze w szkołach mieli tam pozostać do ukończenia studiów.